# Schomburgkia
Schomburgkia é um género botânico pertencente à família das orquídeas (Orchidaceae). Foi proposto por John Lindley em Sertum Orchidaceum t. 10, em 1838. A espécie tipo é a Schomburgkia crispa Lindley, considerada sinônimo da Schomburgkia gloriosa Rchb.f.. O nome deste gênero é uma homenagem ao botânico alemão Richard St. Moritz Schomburgk.
Schomburgkia já foi um gênero maior, todavia cerca de metade de suas espécies, um grupo de plantas da América Central, menores, mais claramente cespitosas, com pseudobulbos ocos e inflorescências bem mais curtas, foram removidas para o gênero Myrmecophila Rolfe, restando cerca de quinze espécies em Schomburgkia. No Brasil a espécie mais comum é a Schomburgkia gloriosa, entretanto há outras espécies perto das fronteiras com a Bolívia, Venezuela e Colômbia.
Alguns taxonomistas não aceitam o gênero Schomburgkia, preferem subordinar suas espécies a Laelia.

## Distribuição
Schomburgkia compreende robustas espécies epífitas ou rupícolas, de crescimento subcespitoso, algo aéreo, distribuídas do sudeste do México ao sudeste brasileiro, mas mais comuns na América Central e Caribe, em áreas quentes e ensolaradas, e matas abertas, mais ou menos secas. Três espécies algo similares referidas para o Brasil.

## Descrição
As Schomburgkia apresentam grandes pseudobulbos fusiformes alongados, volumosos e muito fortes, inicialmente lisos depois sulcados, espaçados por grosso rizoma algo alongado e escandente, com duas ou três grandes folhas apicais, coriáceas, oblongas ou lanceoladas. Do ápice do pseudobulbo, sem espata evidente, brota longa inflorescência racemosa, que pode chegar a dois metros de comprimento, ereta ou arqueada, comportando muitas flores de tamanho médio ou pequenas, formando uma espécie de umbela em seu ápice.
As flores têm pétalas e sépalas igual tamanho, levemente estreitas, comum de margens encrespadas. O labelo é trilobado com carenas próximas da base. A coluna possui oito polínias arranjadas em dois grupos.

## Filogenia
Segundo a filogenia de Laeliinae publicada por Cássio van den Berg et al., Schomburgkia e algumas das espécies de Laelia da América Central, formam um dos oito grupos de gêneros em que esta subtribo se divide. As espécies de Myrmecophila, originalmente subordinadas a Schomburgkia, situam-se muito mais adiante no clado, no mesmo grupo de Cattleya. O mesmo trabalho traz alguns pequenos gêneros de espécies miniaturas também da América Central inseridos entre dois grupos de Laelia.  Como a espécie tipo de Laelia, a Laelia speciosa, situa-se em outro clado, é possível que a Laelia anceps e a Laelia rubescens acabem por ser subordinadas a Schomburgkia, que então por si só formaria um dos oito clados de Laeliinae, inserido entre o clado que inclui Homalopetalum e o de Epidendrum.
Em 2004, Cássio van den Berg e Mark W. Chase, baseando-se no citado fato da mistura entre espécies  de Laelia e de Schomburgkia no clado, resolveram aceitar o conceito de 1840, em que Schomburgkia fazia parte de Laelia. Até 2008 esta alteração não é consenso e mais estudo parece ser necessário.

## Composição química e propriedades farmacológicas
O estudo fitoquímico da espécie Schomburgkia crispa (sinonímia Laelia marginata), nativa do Paraná, levou ao isolamento de um derivado inédito do ácido eucômico, denominado ácido crispoico. De seus tecidos, também foram isolados e caracterizados derivados de fenantreno, sendo que o 9,10-dihidro-4-metoxifenantren-2,7-diol apresentou atividade contra células de câncer de cólo de útero humano do tipo SiHa. A presença de moléculas com atividade anticâncer em espécies pouco conhecidas da ciência reforça a importância da preservação ambiental, considerando os nichos naturais como repositórios de espécies com potencial para descobertas de novas moléculas com atividades farmacológicas importantes.

## Espécies
1. Schomburgkia elata Schltr., Repert. Spec. Nov. Regni Veg. Beih. 27: 138 (1924).
2. Schomburgkia gloriosa Rchb.f., Hamburger Garten- Blumenzeitung 16: 178 (1860).
3. Schomburgkia heidii Carnevali, Ernstia 10: 2 (1982).
4. Schomburgkia lueddemanii Prill., J. Soc. Imp. Centr. Hort. 8: 123 (1862).
5. Schomburgkia lyonsii Lindl., Gard. Chron. 1853: 615 (1853).
6. Schomburgkia marginata Lindl., Sert. Orchid.: t. 13 (1838).
7. Schomburgkia moyobambae Schltr., Repert. Spec. Nov. Regni Veg. Beih. 9: 97 (1921).
8. Schomburgkia rosea Linden ex Lindl., Edwards's Bot. Reg. 31: t. 53 (1845).
9. Schomburgkia schlechteriana H.G.Jones, Feddes Repert. 76: 195 (1967).
10. Schomburgkia schultzei Schltr., Repert. Spec. Nov. Regni Veg. Beih. 27: 139 (1924).
11. Schomburgkia splendida Schltr., Repert. Spec. Nov. Regni Veg. 12: 212 (1913).
12. Schomburgkia superbiens (Lindl.) Rolfe, Orchid Rev. 25: 49 (1917).
13. Schomburgkia undulata Lindl., Edwards's Bot. Reg. 30(Misc.): 13 (1844).
14. Schomburgkia wallisii Rchb.f., Linnaea 41: 116 (1877).
15. Schomburgkia weberbaueriana Kraenzl., Bot. Jahrb. Syst. 37: 527 (1906).